# Боборыкин, Николай Лукьянович
Николай Лукьянович Боборыкин (1794—1860) — генерал-майор русской императорской армии из рода Боборыкиных.

## Биография
Родился в семье коллежского советника Лукьяна Ивановича Боборыкина, чиновника казённой палаты Вологды, и Евдокии Евгеньевны, дочери генерал-аншефа Е. П. Кашкина.
У Николая Лукьяновича были два брата и две сестры: Евгений (1793), Дмитрий (1796), Пелагея (умерла в детстве) и Полина (вышла замуж за князя Владимира Никитича Друцкого-Соколинского).
Боборыкин поступил на военную службу в 1814 году. С 1814 по 1815 года он участвовал в войне шестой коалиции . С 1828 по1831 год командовал 25-й артиллерийской бригадой, во главе которой принимал участие в польской кампании (1830—1831). В 1836 году назначен командиром Астраханского артиллерийского гарнизона. В 1839 году был награждён орденом Св. Владимира 4-й степени. С 1841 года служил помощником начальника артиллерийского гарнизона Кавказского округа. В 1844 году был уволен в отставку с производством в генерал-майоры.
Во время Крымской войны Н. Боборыкин возглавил ярославское ополчение; 26 ноября 1857 года ему за выслугу лет вручили орден Св. Георгия 4-й степени (№ 10035).
Н. Л. Боборыкин владел селом Лукьяновка-Мусинка Ефремовского уезда (ныне Становлянский район Липецкой области) и селом Гурьево Любимского уезда. В 1854—1859 годах был уездным предводителем дворянства Любимского уезда.
Женился на Елизавете Фёдоровне Киссель. В браке у них родилось 5 сыновей и 4 дочери. Из них сыновья — Лукьян (09.10.1814—18.05.1815) и Фёдор (1841—1901; генерал-майором).